# Nick de Firmian
Nicholas Ernest de Firmian, detto Nick (Fresno, 26 luglio 1957), è uno scacchista statunitense.
La sua famiglia era di origine genovese e si trasferì negli USA nei primi decenni del Novecento.
Grande maestro dal 1985, vinse tre volte il Campionato americano: nel 1987 (alla pari con Joel Benjamin), nel 1995 e nel 1998.
Partecipò a otto olimpiadi degli scacchi dal 1980 al 2000. Vinse sette medaglie: due di bronzo individuali, due d'argento e tre di bronzo di squadra.
Prese parte a diversi tornei interzonali, non riuscendo però a qualificarsi per il torneo dei candidati.
Altri risultati della sua carriera:
- 1983: vince il campionato canadese open
- 1984: 2º al campionato USA (vinto da Lev Al'burt)
- 1986: vince il World Open di Filadelfia (1507 partecipanti); 1º a San Francisco con 9/12
- 1988: 2º-3º alla pari con Michail Gurevič nell'open di New York (130 giocatori)
- 1989: 2º-7º nell'open di Mosca (vinto da Sergej Dolmatov);   3º-15º nell'open di Lugano (vinto alla pari da Viktor Korčnoj e Margeir Pétursson con 8/9)

Ha scritto diverse opere scacchistiche, tra cui la 14ª edizione di Modern Chess Openings e nel 1990 una versione ampliata del libro di Capablanca Chess Fundamentals nel 2001. Nel 2008 scrisse la 15ª edizione di Modern Chess Openings.
Fece parte del team che preparò il libro di aperture del programma scacchistico "Deep Blue" per il vittorioso match del 1997 contro Garri Kasparov.
È laureato in fisica all'Università di Berkeley. Vive attualmente in Danimarca con la moglie Christine, che fa parte della squadra nazionale danese femminile di scacchi.